# Escapade
Escapade är en amerikansk komedifilm från 1935 i regi av Robert Z. Leonard. Filmen är en nyversion av den österrikiska filmen Maskerad från 1934 i regi av Willi Forst. Den hade svensk premiär 1940 på Stockholmsbiografen Rigoletto. Filmen var Luise Rainers debut som filmskådespelare i USA. 

## Rollista
- William Powell - Fritz
- Luise Rainer - Leopoldine Dur
- Frank Morgan - Karl
- Virginia Bruce - Gerta
- Reginald Owen - Paul
- Mady Christians - Anita
- Laura Hope Crews - grevinnan
- Henry Travers - Concierge